# ФК Ковънтри Сити
Футболен клуб „Ковънтри Сити“ (на английски: Coventry City Football Club) е английски професионален футболен отбор, намиращ се в Ковънтри, Англия. Ковънтри Сити е сред отборите, основали през 1992 Висшата лига.
Състезава се в третото ниво на английския професионален футбол – Английска първа футболна лига. Единственият им голям трофей е спечелен през 1987 година, като на финала на ФА Къп побеждават Тотнъм Хотспър с 3:2, като този мач е смятан за един от най-добрите финали за ФА Къп. Също така имат два полуфинала в Карлинг Къп, съответно през 1981 и 1990 година.

## История
Основан е на 13 август 1883 под наименованието ФК Сингърс (Singers FC), а настоящето си име придобива през 1898 година. През 1919 г. се присъединява към Футболната лига на Англия, придобивайки професионален статут. През 1964 печели промоция в Трета дивизия (сега Първа лига), а през 1967 преминава в Английската висша лига. Участват в Купа на панаирните градове през 1971 година, като се изправят срещу немския колос Байерн Мюнхен. Отпадат с общ резултат 7:3, като печелят домакинството си с 2:1. Ковънтри Сити печели единствения си значим трофей, ФА Къп, през 1987 срещу Тотнъм. През 2001 отпадат за пръв път след 34 години във Висшата лига. Преместват се на Рико Арена през 2005, след 106 години на Хайфийлд Роуд.

## Дербита
Съставът на Ковънтри има изразено съперничество с Астън Вила, Бирмингам, Лестър, Уест Бромич и Уулвърхямптън.

## Известни играчи
- Гордън Страхън
- Кевин Галахър
- Гари МакАлистър
- Дейвид Спийди
- Крис Къркланд
- Денис Мортимър
- Дион Дъблин
- Фил Баб
- Дейв Клемънс
- Роби Кийн
- Крейг Белами
- Джон Хартсън
- Роланд Нилсон
- Магнус Хедман
- Виктор Гьокереш
- Филип Клемент
- Ариен де Зю

## Български футболисти
- Владимир Гаджев: 2016/17 - (22 мача - 1 гол)